# Papa d'un jour

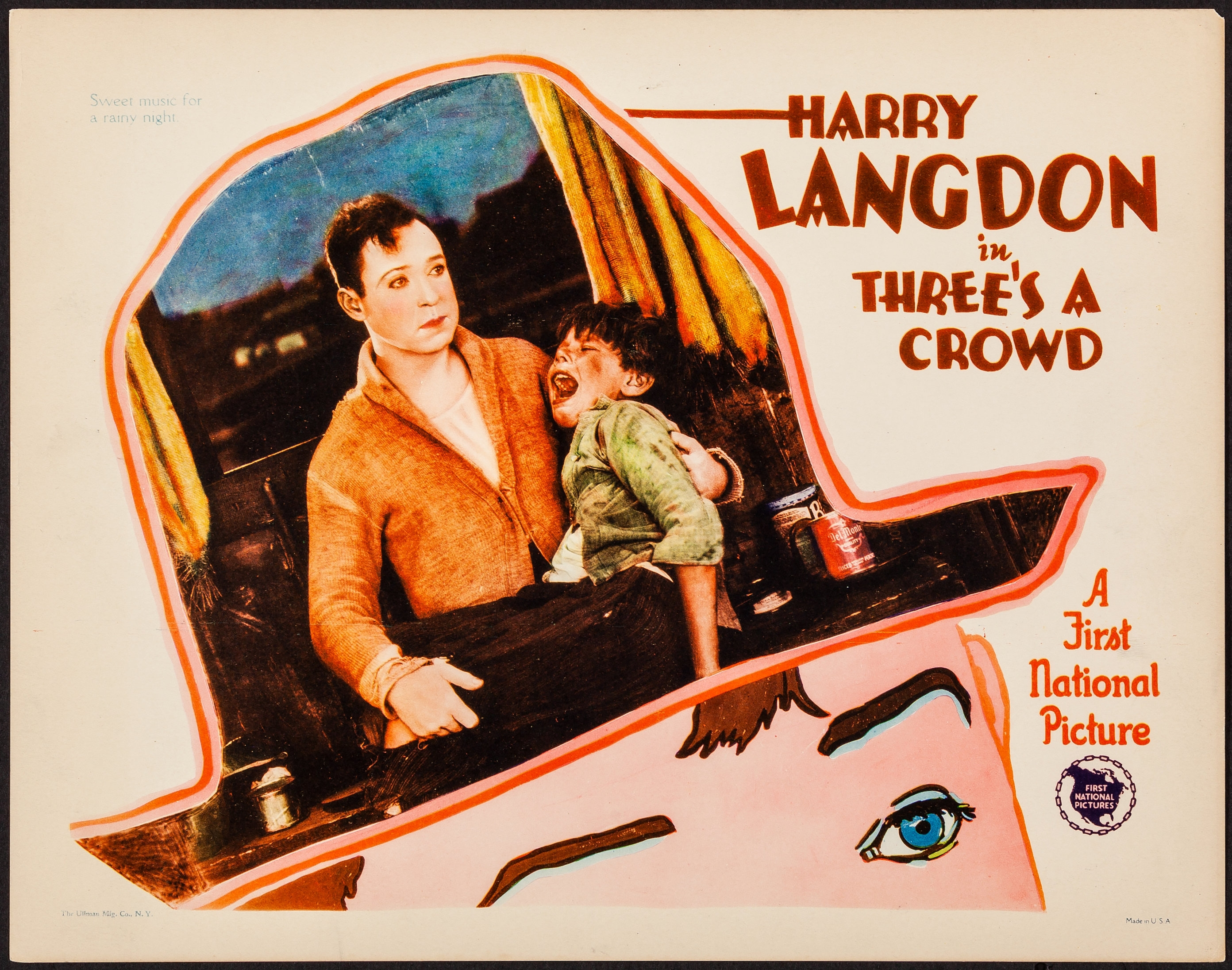
Carte promotionnelle pour le film.

 Papa d'un jour (Three's a Crowd) est un film américain réalisé par Harry Langdon, sorti en 1927.
Le film a été un échec commercial, et a contribué à la chute d'Harry Langdon, cantonné par la suite à des comédies inégales.

## Synopsis
Un ouvrier célibataire héberge chez lui une femme enceinte qui a quitté sa maison. Il se prend à espérer un bonheur familial.

## Fiche technique
- Titre original : Three's a Crowd
- Réalisation : Harry Langdon
- Scénario : James Langdon, Robert Eddy d'après une histoire d'Arthur Ripley
- Photographie : Elgin Lessley, Frank Evans
- Montage : Alfred DeGaetano
- Production : Harry Langdon Corporation
- Genre:  Comédie dramatique[3]
- Distributeur : First National Pictures
- Durée : 60 minutes
- Date de sortie : 28 août 1927

## Distribution
- Harry Langdon : Harry
- Gladys McConnell : Gladys
- Cornelius Keefe : le mari
- Arthur Thalasso : le patron d'Harry